# Nicolas de Hoey
Nicolas de Hoey, ou Nicolas van Houy, Nicolas Doué, est un peintre et graveur néerlandais, né à Leyde vers 1547 et mort probablement à Paris en 1611.

## Biographie
Des historiens[Qui ?] ont affirmé qu'il était le frère de Jean de Hoey. Cependant, un acte de donation[réf. souhaitée] fait au profit des descendants directs de Lucas de Leyde ne mentionne que quatre fils : Lucas, Cornelis, Hugo, et Jan connu en France sous le nom de Jean de Hoey. Félix Herbet a émis l'hypothèse qu'il serait le fils de Guillaume de Hoey, frère de Dammas Claesz de Hoey qui était marié à la fille de Lucas de Leyde.
On sait qu'il a été actif entre 1580 et 1612 ; on connaît plusieurs tableaux de lui.
Il est mentionné dans les comptes de la Maison du roi entre 1590 et 1609. Il y a probablement été appelé à Dijon par Bénigne Laverne, conseiller du Roi, puis président du Parlement de Dijon pour réaliser la peintre murale de la Mort de la Vierge dans l'église Saint-Michel de Dijon, en 1581. La qualité de cette réalisation lui a permis d'obtenir plusieurs commandes en Bourgogne. Le musée des beaux-arts de Dijon conserve plusieurs de ses tableaux : Saint Luc peignant la Vierge ainsi que deux panneaux subsistant d'un triptyque représentant les membres de la famille de Claude Bretagne.
On peut voir dans l'église de Vitteaux un triptyque peint en 1592 et offert à la chapelle de tous les saints de Vitteaux par Guillaume et Marcelline Drouas de la Plante (Drouas de Boussey). On lui a attribué les peintures murales de la chambre de Judith et d'une partie de la galerie de Pharsale dans le château d'Ancy-le-Franc, vers 1590. Le presbytère de l'église de Fontaine-lès-Dijon a deux tableaux de lui : Le repas offert par Abraham aux anges venus le visiter et Le sacrifice de Noé après le déluge.
La cathédrale Saint-Nicolas de Fribourg conserve dans le chœur deux de ses tableaux : Quo Vadis Domine et Résurrection, datant de 1585.
Récemment sa signature a été découverte pendant la restauration du tableau La Flagellation de la chapelle de l'Hôtel-Dieu de Bourg-en-Bresse et sur La Montée au Calvaire de l'église Saint-Clair de Montagnat,.
Des tableaux de l'école de Nicolas de Hoey se trouvent dans l'église de Fontaine-lès-Dijon.
Peintre de la seconde École de Fontainebleau, il a puisé son inspiration aux sources de la Réforme et de la Contre-Réforme et a été apprécié de la société éclairée de Dijon. Étienne Tabourot l'a qualifié, en 1587, d'excellent peintre[réf. souhaitée].